# Петров, Сергей Ефимович
Сергей Ефимович Петров (3 августа 1957 — 27 мая 2017) — советский и украинский хоккейный тренер.

## Биография
Играл во второй лиге за команды «Маяк» Куйбышев (1978/79 — 1979/80) и «Химик» Днепродзержинск (1979/80 — 1981/82).
Окончил Киевский государственный институт физической культуры (1975—1979). Директор ДЮСШ по хоккею (Днепродзержинск, 1982—1983). В 1984—2001 годах — старший тренер ДЮСШ (Донецк).
Главный тренер ХК «Донбасс» (2001—2002).[уточнить] Тренер команды «Газовик» Тюмень 1992 года рождения (2002—2006). Тренер команды «Металлург» Магнитогорск 1992 года рождения (2006—2007). Старший тренер команды «Ак Барс» Казань 1995 года рождения (2007—2009).
Главный тренер команды российской первой лиги «Дизель-2» Пенза (23 января — 1 октября 2010). Главный тренер команды чемпионата Украины «Донбасс-2» (сезон 2011/12, до 20 сентября). Директор ДЮСШ «Донбасс». В 2014 году — старший тренер и спортивный директор клуба ЦСК ВВС Самара. Генеральный менеджер «Донбасса» (2015/16 — 2016/17).
Среди воспитанников — Олег Твердовский, Юрий Литвинов, Александр Исаев, Денис Тарахчан, Ян Красовский, Юрий Сильницкий.
Скончался 27 мая 2017 года. В 2018 году в Дружковке был проведён первый розыгрыш детского турнира, посвященного памяти Петрова.